# Lasioptera asterspinosae
Lasioptera asterspinosae is een muggensoort uit de familie van de galmuggen (Cecidomyiidae). De wetenschappelijke naam van de soort is voor het eerst geldig gepubliceerd in 1950 door White.